# چلبی‌لر (جبراییل)
چلبی‌لر (به لاتین: Çələbilər) یک منطقه مسکونی در جمهوری آذربایجان است که در شهرستان جبراییل واقع شده است.